# اچ‌ام‌اس سینتس (دی۸۴)
اچ‌ام‌اس سینتس (دی۸۴) (به انگلیسی: HMS Saintes (D84)) یک کشتی بود که طول آن ۳۷۹ فوت (۱۱۶ متر) بود. این کشتی در سال ۱۹۴۴ ساخته شد.